# Wasted (chanson de Tiësto)
Pour les articles homonymes, voir Wasted.
Singles par Tiësto
Red Lights
(2013) Light Years Away
(2014)
Wasted est une chanson du disc jockey, compositeur et producteur néerlandais Tiësto, enregistrée en collaboration avec le chanteur américain Matthew Koma. Le single est sorti le 25 avril 2014 en téléchargement numérique sur iTunes. La chanson a été écrite et produite par Tijs Michiel Verwest, vrai nom de Tiësto.

## Liste des titres
| 1. | Wasted | 3:12 |

## Classement
| Classement (2014)                  | Meilleure position |
| ---------------------------------- | ------------------ |
| Suisse (Schweizer Hitparade)       | 52                 |
| Allemagne (Media Control AG)       | 49                 |
| Autriche (Ö3 Austria Top 40)       | 21                 |
| France (SNEP)                      | 82                 |
| Pays-Bas (Nederlandse Top 40)      | 15                 |
| Suède (Sverigetopplistan)          | 5                  |
| Finlande (Suomen virallinen lista) | 11                 |
| Norvège (VG-lista)                 | 19                 |
| Espagne (PROMUSICAE)               | 45                 |
| Australie (ARIA)                   | 44                 |
| États-Unis (Hot 100)               | 49                 |